# Apfelradln
Apfelradln – tradycyjny i bardzo popularny deser austriacki przygotowywany z panierowanych jabłek pokrojonych w krążki i smażonych w głębokim tłuszczu.
Apfelradln są zazwyczaj daniem śniadaniowym lub popołudniową przekąską o prostej recepturze: jabłka obiera się, pozbawia gniazd nasiennych i kroi w krążki, a następnie zanurza w cieście naleśnikowym przyrządzonym z jajek, mąki oraz mleka i smaży w głębokim tłuszczu na kolor złoty. Wersje regionalne dopuszczają alkoholowe dodatki do ciasta: piwo, białe wino, brandy lub rum. Danie posypuje się zwykle cukrem pudrem i cynamonem. Można je serwować z owocami.